# Monboddo House

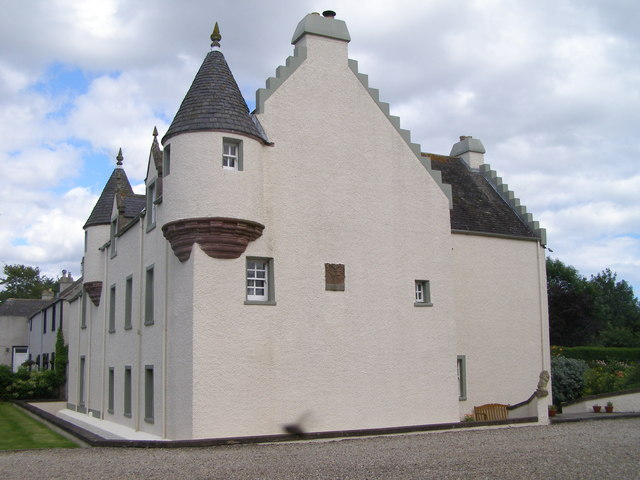
Restauriertes Monboddo House 2006

Monboddo House (manchmal auch Monboddo Castle) ist ein Landhaus in der Nähe von Auchenblae in der schottischen Grafschaft Kincardineshire (heute Teil der Grafschaft Aberdeenshire). Das etwa 14 km von der Nordsee entfernte Gebäude mit seinen Staffelgiebeln war mit der Familie Burnett of Leys verbunden. Ursprünglich gehörten etwa 200 km² Land zu dem Landhaus.

## Geschichte
Das Anwesen gehörte dem Clan Barclay seit dem 13. Jahrhundert; damals wurde dort ein Tower House errichtet. 1593 war James Strachan der Laird, dann fiel es an die Clan Irvine und später an die Burnetts of Leys. An dem Gebäude findet sich ein Datumsstein mit dem Wappen der Irvines, das das Wappen des Clan Douglas, die Initialen „R.E.“ und „I.E.“ und die Jahreszahl „1635“ enthält. Dieser erinnert an das Paar, das im 17. Jahrhundert das Haus neu bauen ließ, Robert Ervine und Ilizabeth Ervine.
1714 wurde der bekannte Richter und Philosoph James Burnett, Lord Monboddo, in Monboddo House geboren. Lord Monboddo ist für seinen Dienst als Mitglied des Court of Session, als Autor verschiedener Werke während der schottischen Aufklärung und als früher Anhänger der Evolutionstheorie bekannt. Als James Burnett zum Court of Sessions berufen wurde, bekam er seinen Titel von Anwesen seines Vaters, Monboddo House. 1773 besuchte der Schriftsteller Samuel Johnson in Begleitung von James Boswell Monboddo House, um James Burnett zu sehen.
1930 entwarf G. Arthur Dixon eine Postkarte von Monboddo House. Nach dem Ende der Burnetts of Leys Anfang der 1960er Jahre verfiel das Anwesen. James Malcolm Burnett, der letzte Laird von Monboddo, hatte keine Kinder, sondern nur einen Stiefsohn, der heute in Kanada lebt.
Durch die Reparaturen gegen Ende des 20. Jahrhunderts und die gute Pflege der Eigentümer befindet sich das Haus seit 2006 wieder in gutem Zustand. Die heutigen Eigentümer geben an, das Leute aus der ganzen Welt beträchtliches Interesse an Lord Monboddo haben. Die Interessenten kommen nicht nur aus dem Vereinigten Königreich, sondern auch aus Japan und den USA.
Historic Scotland hat Monboddo House als historisches Bauwerk der Kategorie B gelistet.

## Beschreibung
Monboddo House hat einen rechteckigen Grundriss und ein hinten angebautes, Treppenhaus mit Wendeltreppe. Das Haus besitzt zwei Vollgeschosse und ein Dachgeschoss. Es ist mit Harl verputzt. Die Eingangsfassade auf der Nordseite hat in den unteren Geschossen drei Fenster und zwei Gauben im Dachgeschoss, die über den äußeren Fenstern angebracht sind. An den beiden vorderen Gebäudeecken springen Ecktürmchen mit konischen Dächern hervor.
Der niedrigere und etwas später entstandene, zweigeschossige Ostflügel hat eine gemauerte Dachgaube von 1867. Die westliche Giebelwand hat nur wenige Fenster, aber dort ist der oben beschriebene Datumsstein von 1635 eingelassen. Die Südfassade wurde im Laufe der Zeit stark verändert.
Das Dach ist mit Schiefer gedeckt. Die schiefen Kaminschächte, die der Architekt Matthews, der den Umbau 1867 durchführte, einsetzte, wurden durch neue Kamine ersetzt.
Auch die Vorhalle vor dem Haus existiert noch, wo Lord Monboddo Mitte des 18. Jahrhunderts jeden Morgen sein Kaltwasserbad im Freien nahm.

### Inneres

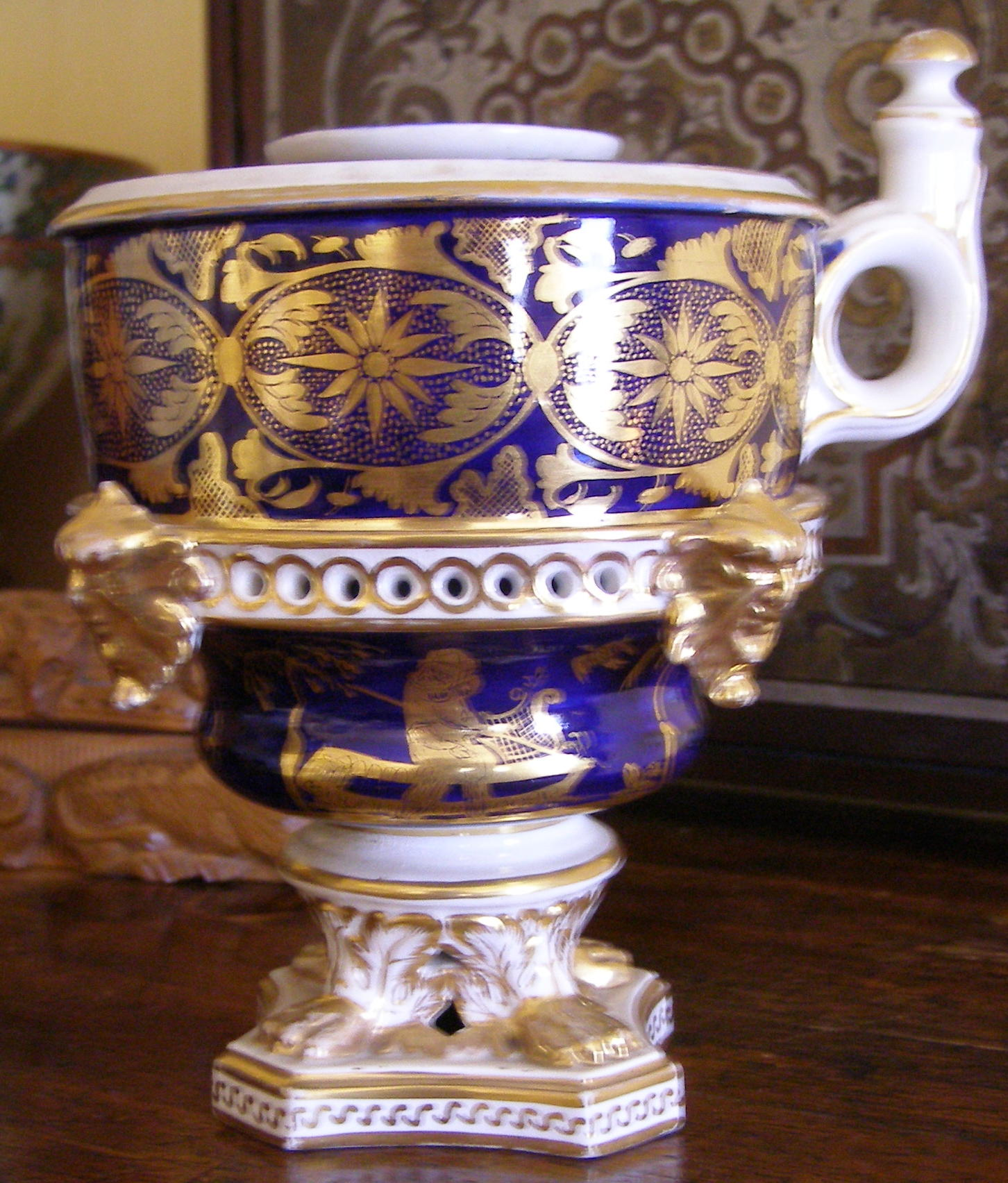
Lord Monboddos originales Tintenfass von etwa 1760, das bis heute erhalten ist

Im 1. Obergeschoss befindet sich eine gut geschnittene Halle, die Reste von früherer Holzvertäfelung zeigt. Die originale Holzvertäfelung wurde in den 1970er Jahren durch Vandalismus zerstört. Die Halle ist mit zwei Aborterkern ausgestattet. Das Erdgeschoss hat keine Gewölbedecke und der westlichste Raum ist die alte Küche mit einem sehr großen Herdbogen.
Es gibt eine Wendeltreppe aus Stein, die im Uhrzeigersinn aufsteigt, was charakteristisch für Verteidigungsbauwerke wie ein Tower House aus dem 14. Jahrhundert ist. Zwei Schießscharten mit 8 cm Durchmesser finden sich in den 80 cm dicken Außenmauern aus Old-Red-Sandstein.

### Umgebung
Monboddo House ist von fruchtbarem Ackerland und Wiesen umgeben, auf dem Getreide angebaut und Vieh geweidet wird. Die Topographie der Landschaft ist durch sanfte Hügel charakterisiert. Im 18. Jahrhundert gab es bereits zahlreiche kleinere Wohnhäuser auf dem Anwesen und im 19. und 20. Jahrhundert wurden weitere Einfamilienhäuser näher an Monboddo House errichtet. Die Gegend liegt ruhig etliche Kilometer von der nächsten vierspurigen Straße, der A90, entfernt. Messungen ergaben Lärmbelastungen von nur 48–53 dB (A).